# Matar Fall
Matar Martin Fall (Tolone, 18 marzo 1982) è un ex calciatore senegalese, di ruolo difensore.